# Babatngon
Babatngon es un municipio filipino de cuarta clase, perteneciente a la provincia de Leyte, en las Bisayas Orientales.

## Toponimia
El lugar puede aparecer referido como «Babatngon» y «Babatnon».

## Historia
Hacia mediados del siglo XIX, el lugar formaba parte de Barugo, junto con los de Alangalang, Jaro, San Miguel y Malibago. Aparece descrito en el primer volumen del Diccionario geográfico, estadístico, histórico de las Islas Filipinas (1850) de Manuel Buzeta Núñez y Felipe Bravo con las siguientes palabras:

BABATNON: visita ó anejo con teniente de justicia, que forma jurisd. civil y ecl. con los de Barugo, Alangalang, Jaro, San Miguel y Maligabo, en la isla y prov. de Leyte, dióc. de Cebú: se halla sit. contigu á un r. de bastante caudal, bien ventilada, y de clima saludable. Nada ofrece de notable digno de mencionarse, ni su pequeño pueblo, ni lo demas que comprende su jurisd. pobl., prod. y trib. con la matriz.
(Buzeta y Bravo, 1850, p. 316)

En 2020, tenía censados 28 823 habitantes.